# Luka Novosel
Luka Novosel (* 18. Mai 1983 in der SR Kroatien) ist ein kroatischer Eishockeyspieler, der seit 2003 bei KHL Medveščak Zagreb unter Vertrag steht.   

## Karriere
Luka Novosel begann seine Karriere als Eishockeyspieler in der Jugend des KHL Mladost Zagreb, für den er von 2000 bis 2003 in der Kroatischen Eishockeyliga aktiv war. Zudem stand er in der Saison 2001/02 für den tschechischen Klub IHC Písek aus der 1. Liga auf dem Eis. Im Sommer 2003 wechselte der Verteidiger den Verein und unterschrieb beim KHL Medveščak Zagreb, für den er anschließend sowohl in der Slowenischen Eishockeyliga sowie der kroatischen Meisterschaft zum Einsatz kam. In der Saison 2009/10 spielte er parallel für die zweite Mannschaft von Medveščak in der Slohokej Liga und in der Saison 2010/11 für das Team Zagreb, das gemeinsame Projekt der Zagreber Spitzenvereine, in dieser. Insgesamt wurde der Linksschütze sieben Mal Kroatischer Meister mit Medveščak.  

### International
Für Kroatien nahm Novosel an der U18-Junioren-C-Weltmeisterschaft 2001, der U20-Junioren-D-Weltmeisterschaft 2000, den U20-Junioren-C-Weltmeisterschaften 2001 und 2002 sowie der U20-Junioren-B-Weltmeisterschaft 2003 teil. Des Weiteren stand er im Aufgebot Kroatiens bei den C-Weltmeisterschaften 2004, 2005 und 2007 sowie bei den B-Weltmeisterschaften 2002, 2003, 2008, 2009 und 2010.

## Erfolge und Auszeichnungen
| - 2004 Kroatischer Meister mit KHL Medveščak Zagreb - 2005 Kroatischer Meister mit KHL Medveščak Zagreb - 2006 Kroatischer Meister mit KHL Medveščak Zagreb - 2007 Kroatischer Meister mit KHL Medveščak Zagreb | - 2009 Kroatischer Meister mit KHL Medveščak Zagreb - 2010 Kroatischer Meister mit KHL Medveščak Zagreb - 2011 Kroatischer Meister mit KHL Medveščak Zagreb |

### International
- 2000 Aufstieg in die C-Weltmeisterschaft bei der U20-Junioren-D-Weltmeisterschaft
- 2002 Aufstieg in die Division I bei der U20-Junioren-Weltmeisterschaft der Division II
- 2005 Aufstieg in die Division I bei der Weltmeisterschaft der Division II
- 2007 Aufstieg in die Division I bei der Weltmeisterschaft der Division II